# Collegio di Buckingham and Bletchley
Buckingham and Bletchley è un collegio elettorale situato nel Buckinghamshire, nel Sud Est dell'Inghilterra, e rappresentato alla Camera dei Comuni del Parlamento del Regno Unito. Elegge un membro del Parlamento con il sistema first-past-the-post, ossia maggioritario a turno unico; l'attuale parlamentare è Callum Anderson del Partito Laburista, che rappresenta il collegio dal 2024.

## Estensione
Il collegio è costituito dai seguenti ward:
- nel distretto del Buckinghamshire: Buckingham East, Buckingham West, Great Brickhill e Winslow;
- nella città di Milton Keynes: Bletchley East, Bletchley Park, Bletchley West e Tattenhoe.[1]

Il collegio comprende le seguenti aree:
- la città di Buckingham e le aree circostanti (i ward di Great Brickhill e Winslow), che in precedenza si trovavano nel collegio di Buckingham
- i ward della città di Milton Keynes di Bletchley East, Bletchley Park, Bletchley West e Tattenhoe, che in precedenza si trovavano nel collegio di Milton Keynes South (rinominato Milton Keynes Central)[2]

## Membri del parlamento
| Elezione | Elezione | Deputato        | Partito   |
| -------- | -------- | --------------- | --------- |
|          | 2024     | Callum Anderson | Laburista |

## Risultati elettorali

### Elezioni negli anni 2020
| Partito                    | Partito                                      | Candidato                  | Risultati 4 luglio 2024 | Risultati 4 luglio 2024 |
| Partito                    | Partito                                      | Candidato                  | Voti                    | %                       |
| -------------------------- | -------------------------------------------- | -------------------------- | ----------------------- | ----------------------- |
|                            | Laburista                                    | Callum Anderson            | 17 602                  | 36,95                   |
|                            | Conservatore                                 | Iain Stewart               | 15 181                  | 31,87                   |
|                            | Reform UK                                    | Jordan Cattell             | 7 468                   | 15,68                   |
|                            | Lib Dem                                      | Dominic Dyer               | 4 300                   | 9,03                    |
|                            | Verde                                        | Amanda Onwuemene           | 2 590                   | 5,44                    |
|                            | Indipendente                                 | Ray Brady                  | 500                     | 1,05                    |
|                            |                                              |                            |                         |                         |
| Iscritti                   | Iscritti                                     | Iscritti                   | 74 832                  | 100,00                  |
| ↳ Votanti (% su iscritti)  | ↳ Votanti (% su iscritti)                    | ↳ Votanti (% su iscritti)  | 47 847                  | 63,94                   |
| ↳ Astenuti (% su iscritti) | ↳ Astenuti (% su iscritti)                   | ↳ Astenuti (% su iscritti) | 26 985                  | 36,06                   |
|                            |                                              |                            |                         |                         |
|                            | Esito: collegio a Laburista (nuovo collegio) |                            |                         |                         |